# Ryota Hayashi
Ryōta Hayashi (japanisch 林 遼太 Hayashi Ryōta; * 10. April 1995 in Kawasaki, Präfektur Kanagawa) ist ein japanischer Fußballspieler.

## Karriere
Ryōta Hayashi stand von 2018 bis 2020 beim kambodschanischen Erstligisten Angkor Tiger unter Vertrag. Wo er vorher gespielt hat, ist unbekannt. Anfang 2021 wechselte er nach Sri Lanka, wo er einen Vertrag beim Erstligisten Navy Sea Hawks FC unterschrieb. Hier stand er bis Ende Oktober 2021 unter Vertrag. Der Hong Kong Rangers FC, ein Erstligist aus Hongkong, verpflichtete ihn am dann 25. Oktober 2021. Dort gewann er 2024 den Sapling Cup durch einen 1:0-Finalerfolg über Kitchee SC.

## Erfolge
- Sapling Cup-Sieger: 2024